# Summerhill (llibre)
Summerhill. Un lloc on els infants són educats en la felicitat és un llibre sobre l'escola Summerhill escrit pel seu director A.S. Neill (1883-1973). És conegut per haver donat a conèixer les seves idees al públic estatunidenc on va esdevenir un best-seller. Va ser publicat el 7 de novembre de 1960 per la Hart Publishing Company i posteriorment revisat com a Summerhill School: A New View of Childhood el 1993. El seu contingut és un recull de quatre obres anteriors de Neill. El pròleg va ser escrit pel psicoanalista Erich Fromm, que va distingir entre la coerció autoritària i Summerhill.
Els set capítols del llibre tracten dels orígens, de la implementació de l'escola i d'altres qüestions relacionades amb la criança. Summerhill, fundada a la dècada del 1920, funciona com una democràcia infantil sota la filosofia educativa d'autoregulació de Neill, on els infants trien si van a classe i com volen viure lliurement sense imposar-se als altres. L'escola estableix les seves normes en una reunió setmanal on tant l'alumnat com el professorat tenen vot per igual. Neill va descartar altres pedagogies per una basada en la bondat innata de l'infant.
Summerhill va donar a Neill un renom significatiu durant la dècada següent, en què va vendre tres milions de còpies. El llibre es va utilitzar en centenars de cursos universitaris i es va traduir de seguida a idiomes com l'alemany. Els crítics van destacar la personalitat carismàtica de Neill, però van dubtar de la replicabilitat general del projecte en altres llocs i de les seves generalitzacions exagerades. Van situar Neill en l'àmbit del pensament experimental, però van qüestionar la seva contribució duradora a la psicologia. El llibre va generar seguidors de Summerhill arreu, va acaparar el mercat de crítica educativa i va convertir Neill en un referent.

## Història

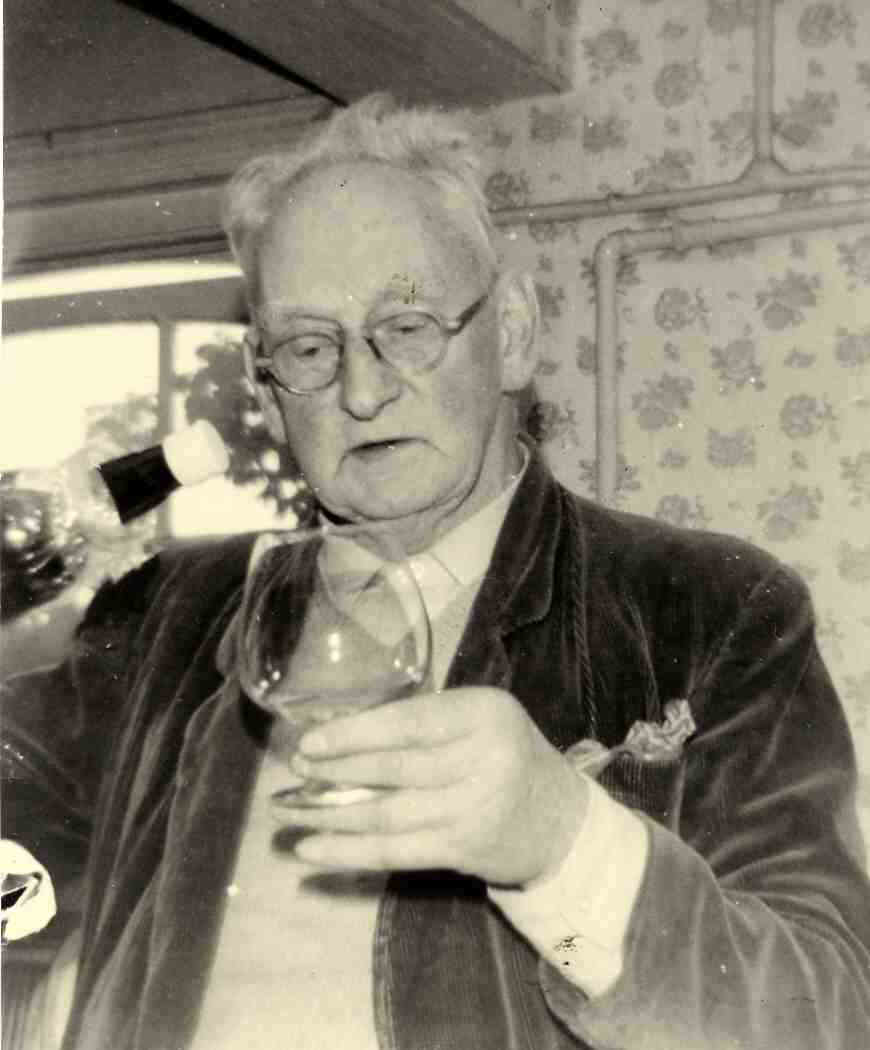
A.S. Neill el dia del seu aniversari

Summerhill: A Radical Approach to Child Rearing va ser escrit per A.S. Neill i publicat per Hart Publishing Company el 1960. En una carta a Neill, l'editor novaiorquès Harold Hart va suggerir un llibre específic per als Estats Units d'Amèrica elaborat amb parts de quatre obres anteriors de Neill: The Problem Child, The Problem Parent, The Free Child i That Dreadful School. A Neill li va agradar la idea i va donar a l'editor la llibertat de preparar el manuscrit, reservant-se el dret d'escriure un prefaci o apèndix de caràcter reflexiu sobre els textos. En rellegir la seva obra, però, es va adonar que no estava d'acord amb les seves pròpies afirmacions anteriors sobre l'anàlisi freudiana de l'infant. Més endavant, Neill es va penedir de les llibertats que havia atorgat a l'editor, en particular de l'eliminació del nom de Wilhelm Reich del llibre i de l'índex, ja que Neill considerava Reich com una figura influent.
L'editor i Neill no es van posar d'acord sobre l'elecció de l'escriptor per al pròleg del llibre  Com que veia els pròlegs com una tradició més nord-americana, Neill va preferir no tenir-ne cap, però va suggerir el novel·lista Henry Miller, un autor que havia escrit recentment una carta a Neill i la sèrie Tròpic, prohibida als Estats Units. Hart no creia que la introducció de Miller ajudés el llibre i es va adreçar a l'antropòloga Margaret Mead, que s'hi va negar per la connexió de Neill amb Reich. Uns mesos més tard, el psicoanalista i sociòleg Erich Fromm va acceptar el projecte i va arribar a un consens amb Neill i l'editor. La introducció de Fromm va situar Summerhill en la història de reacció contra l'educació progressista i va afirmar que la implementació «pervertida» de la llibertat infantil era més culpable que la idea de la llibertat infantil en si mateixa. Va escriure que Summerhill era una de les poques escoles que oferien educació sense por ni coacció oculta, i que portava els objectius de la «tradició humanística occidental: raó, amor, integritat i coratge». Fromm també va destacar la confusió dels adults sobre l'antiautoritarisme i com els pares i els professors confonen la coacció amb la llibertat genuïna. El 1993, St. Martin's Press va publicar una edició revisada (editada per Albert Lamb) amb el títol de Summerhill School: A New View of Childhood.

## Filosofia

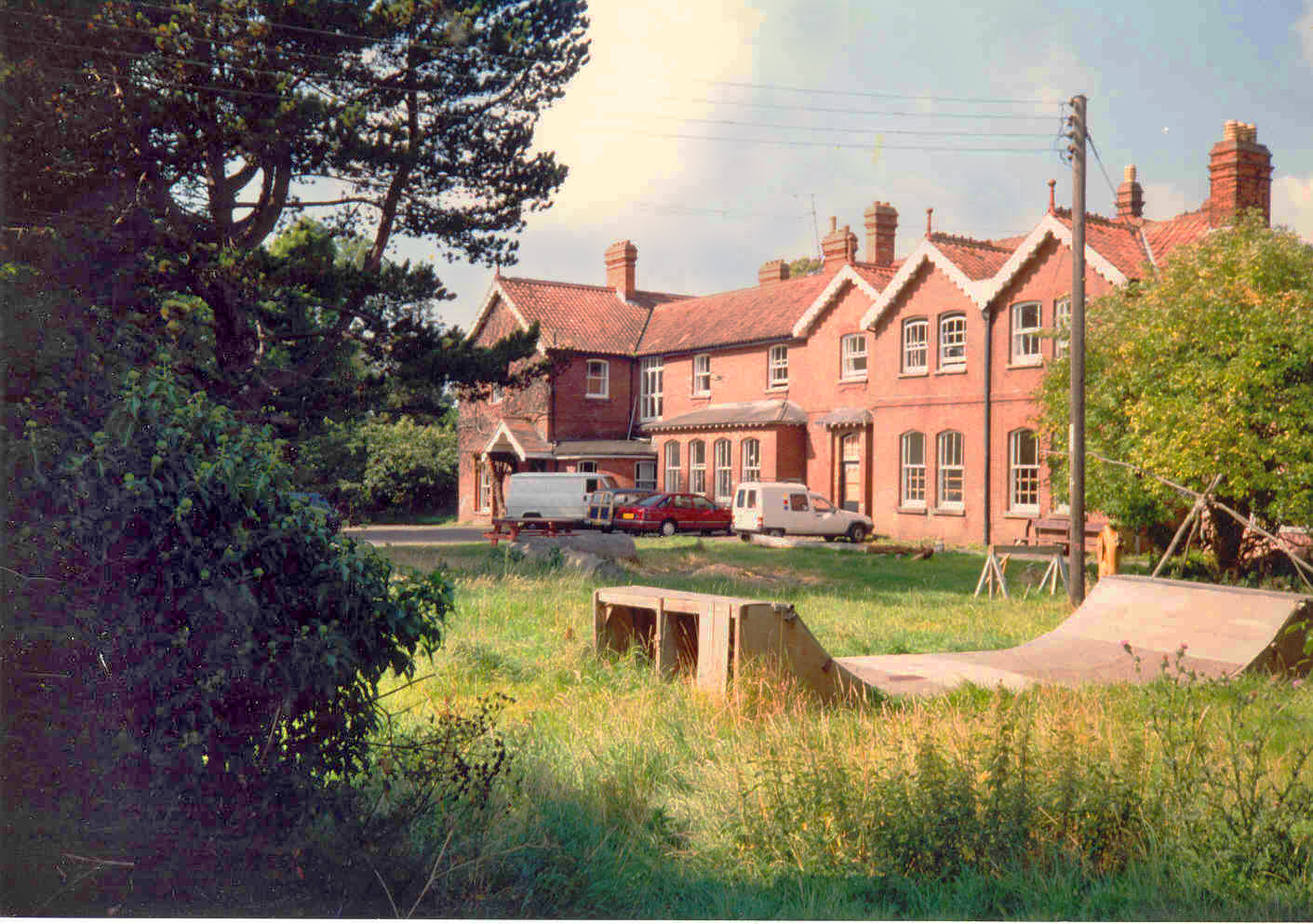
Summerhill School el 1993

Summerhill és el relat «aforístic i anecdòtic» d'A.S. Neill del seu «famós experiment escolar progressista primerenc a Anglaterra» fundat a la dècada de 1920, l'escola Summerhill. La intenció del llibre és demostrar els orígens i els efectes de la infelicitat, i després mostrar com criar els fills per a evitar aquesta infelicitat. És una «afirmació de la bondat de l'infant». Summerhill és la història dels orígens de l'escola Summerhill, els seus programes formatius i alumnes, i de com viuen i es veuen afectats pel programa i la pròpia filosofia educativa de Neill. Està dividit en set capítols que presenten l'escola i tracten sobre la criança, el sexe, la moralitat i la religió, els «problemes dels infants», els «problemes dels pares» i les «preguntes i respostes».
L'escola funciona com una democràcia, i els estudiants decideixen assumptes que van des del currículum educatiu fins al codi de conducta. Les classes no són obligatòries. Neill emfatitza l'«autoregulació», la responsabilitat personal, l'alliberament de la por, la «llibertat en el joc sexual» i la comprensió amorosa per sobre de la instrucció moral o la força. En la seva filosofia, tots els intents de modelar els infants són de naturalesa coercitiva i, per tant, perjudicials. Es recomana als cuidadors que «confiïn» en el procés natural i deixin que els infants s'autoregulin de manera que visquin segons les seves pròpies normes i, en conseqüència, tractin amb el màxim respecte els drets dels altres a viure segons les seves pròpies normes. L'«autoregulació» de Neill constitueix el dret d'un infant a «viure lliurement, sense autoritat externa en les coses psíquiques i somàtiques», és a dir, que els infants mengen i arriben a la majoria d'edat quan volen, que mai no són colpejats i que són «sempre estimats i protegits». Els infants poden fer el que vulguin fins que les seves accions afectin els altres. En un exemple, un estudiant pot saltar-se la classe de francès per tocar música, però no pot tocar música de manera disruptiva durant la classe de francès. Contra la idea popular de «les escoles van de qualsevol manera», Summerhill té moltes regles. Tanmateix, es decideixen en una reunió de tota l'escola on tant els alumnes com el professorat tenen un vot cadascun. Això no significa necessàriament una cessió total per als infants, ja que Neill pensava que els adults tenien raó de lamentar la destrucció de propietats per part dels infants, i considerava natural aquesta tensió entre els estils de vida dels adults i els infantils. Neill creia que la majoria de treballs escolars i manuals de text impedien als infants el seu dret a jugar, i que l'aprenentatge només havia de seguir el joc i no barrejar-se «per fer que [la feina] sigui agradable». Neill va descobrir que els estudiants interessats en la universitat completarien els requisits previs en dos anys i per voluntat pròpia.
L'escola mixta de 45 persones amb alumnes d'entre cinc i quinze anys es presenta com a reeixida i com a transformadora de «nens problemàtics» en «éssers humans d'èxit». Alguns es van convertir en professionals i acadèmics. A Summerhill, Neill culpa de molts dels problemes de la societat a la «mala educació de les escoles convencionals», i considerava que les institucions de la societat impedien la «llibertat real dels individus». Així doncs, Summerhill es va crear com un lloc perquè els infants fossin lliures de ser ells mateixos. Neill va descartar molts tipus de dogmes («disciplina, direcció, suggeriment, formació moral, instrucció religiosa») i va basar-se exclusivament en la creença de la bondat innata dels infants.

## Crítica
El llibre va publicar-se als Estats Units d'Amèrica el 7 de novembre de 1960 durant la setmana de l'elecció de John F. Kennedy. En el moment de la publicació del llibre, Neill era desconegut als Estats Units, i cap llibreter va comprar un exemplar per anticipat. Tanmateix, Summerhill li va aportar renom internacional durant la dècada següent. El llibre va vendre 24.000 exemplars el primer any, 100.000 el 1968, 200.000 el 1969, dos milions en total el 1970, i tres milions el 1973. Summerhill va ser inclòs en més de 600 cursos universitaris nord-americans, i una traducció de 1969 per a l'Alemanya Occidental va vendre més d'un milió de còpies en tres anys. Arran de l'èxit del llibre, l'editor Harold Hart va fundar l'American Summerhill Society a la ciutat de Nova York, de la qual Paul Goodman va ser membre fundador. 
Diversos crítics van emfatitzar la confiança de l'escola en Neill com a figura carismàtica, fet que va generar dubtes sobre la replicabilitat general de la institució. Sarah Crutis a The Times Literary Supplement va preguntar-se si els professors tindrien el «temps, la paciència i la personalitat» per a utilitzar els mètodes de Neill. «Els seus extrems de resistència poden de vegades sonar masoquistes», va escriure DW Harding a New Statesman, i Richard E. Gross a The Social Studies va afegir que els «extrems de Neill van molt més enllà del sentit comú». Danica Deutsch a Journal of Individual Psychology va concloure que les lliçons de l'escola frenaven el sentit de responsabilitat social de l'infant i altres funcions de preservació de la societat. Jacob Hechler a Child Welfare va afirmar que allò que Neill va descriure com a amor, una combinació de «cura i no-interferència», era difícil de dur a terme. The New Yorker va qualificar Neill de fiery crusader amb una «profunda comprensió dels infants», i Morris Fritz Mayer de Social Service Review va afegir que Neill tenia la «ira i l'eloqüència d'un profeta bíblic» amb una gran creença en els infants i un «atac inflexible contra els valors patològics i falsos en l'educació que són admirables». Willard W. Hartup a Contemporany Psychology va situar Neill més a prop d'un psicoterapeuta que d'un professor, sobretot perquè la filosofia que sustenta Summerhill «deriva de Freud». Gene Phillips a The Annals of the American Academy va descriure Neill com «l'ingredient essencial de l'ètica democràtica que Amèrica necessita».
Margaret Mead a American Sociological Review considerava el llibre més com un document històric per a les generacions posteriors que «que qualsevol cosa que es pugui prendre al peu de la lletra». Va afegir que els seus contemporanis havien passat a «rebel·lar-se contra una llibertat sense contingut» que prioritzava l'educació emocional per sobre de les lliçons intel·lectuals. Morton Reisman a The Phi Delta Kappan va coincidir que el llibre era «radical» en comparació amb la moralitat i l'educació convencionals estatunidenques.
John Vaizey a The Spectator va destacar l'èmfasi del llibre en «la bondat innata dels infants» i com l'èmfasi del moviment escolar progressista en la llibertat s'havia estès a les escoles públiques. Va escriure el 1962 que «Summerhill és clarament una de les millors escoles d'Anglaterra» i que el declivi d'aquesta tradició escolar experimental va ser una tragèdia.
Harry Elmer Barnes va qualificar el llibre com un dels més emocionants i desafiadors en el camp de l'educació des d'Emili, o De l'educació. Willard W. Hartup, però, va considerar que Summerhill estava més a prop dels Tres assajos sobre la teoria de la sexualitat de Freud que d'Emili i va criticar els èmfasis psicoanalistes excessius de Neill. El psicoanalista Benjamin Wolstein va comparar l'obra de Neill amb la de John Dewey, i Herbert Read va comparar Neill amb Johann Heinrich Pestalozzi i Henry Caldwell Cook.
Timothy Gray va escriure que el llibre va despertar un moviment de reforma educativa amb postures defensades per Herb Kohl, Jonathan Kozol, Neil Postman i Ivan Illich. Cinquanta anys després de la primera publicació del llibre, Astra Taylor va escriure que la idea que Summerhill vengués milions de còpies en el clima educatiu estatunidenc del 2012 «sembla absurda».